# Hites Adakozók Hálózata
A Hites Adakozók Hálózata (HAH) a Hit Gyülekezete országos szociális és karitatív szolgálata.

## Története
A HAH egy 1987-es nagyváradi segélyakció nyomán 1994-ben alakult meg hivatalosan. Célja, hogy segíteni tudjon azokon, akik önhibájukon kívül krízishelyzetbe kerültek. A kezdetben még csak budapesti, helyi szolgálat mára országos szervezetté nőtte ki magát.
A Hálózat 1994 óta tevékenykedik mind belföldön, mind külföldön. Az évek során segélyszállítmányaikat a több tízezer magyarországi rászoruló mellett eljuttatták a Csángó és Székelyföldön, valamint a Vajdaságban élő szegényekhez is.
A szervezet Magyarországon több mint harminc helyi irodán keresztül enyhíti a bajba került emberek, családok gondjait. A Hálózat kiemelt figyelemmel próbál segíteni a sokgyermekes családoknak, a gyermekeiket egyedül nevelő szülőknek, a mozgásukban korlátozottaknak és minden olyan embernek, aki szeretné a saját kezével megkeresni a megélhetéséhez szükséges anyagi javakat, de rajta kívül álló ok miatt erre képtelen.

## Szolgáltatásai
- Krízisirodák: többek között tanácsadással, hivatali ügyekben történő eljárással, segélycsomag küldéssel, valamint különféle pénzbeli segélyezéssel, gyógyszer kiváltással, rezsi számla hozzájárulással, temetési és a beiskolázási segéllyel segítik a rászorulókat.
- Ruharaktár: itt tárolják a ruhákat, bútorokat, elektronikus háztartási eszközöket (hűtőgépek, mosógépek, konyhai eszközök), valamint az egyéb, napi élethez szükséges eszközöket.
- Házi gondozás és szolgálat a fogyatékkal élők felé: meleg étellel, takarítással, mosogatással segítik a nehéz helyzetben levő, mozgásában-érzékszervei működésében korlátozott személyeket.
- Ingyenes jogi segítségnyújtás többek között kilakoltatási, gyermekvédelmi és álláskeresési problémák kezelésében.
- Gyermekétkeztetés: A Hites Adakozók Hálózata évek óta gondot fordít a gyermekétkeztetésre. Az egyszülős családokban, a krízishelyzetben lévőknél, vagy a sokgyermekes családokban már eddig is jelenlévő probléma volt az óvodai, iskolai étkeztetés befizetése. A szervezet elsődleges szempontnak tekinti, hogy a gyermekeknél legalább a napi egyszeri meleg étel szervezetbe jutását biztosítsa, ezért a HAH befizeti a család helyett a gyermekétkeztetést.
- Téli programok:

Tüzelő program: krízisprogram, melynek keretében a HAH önkéntesei tüzelőfát szállítanak az arra rászoruló családoknak.
József Program: A bibliai szereplőről elnevezett program keretében rászoruló családokat látnak el élelmiszercsomagokkal.
Utcai szociális munka: A Hites Adakozók Hálózata hosszú évek óta a téli időszakban rendszeresen gondol a nyomorúságban, fedél nélkül élőkre. Részükre a téli időszakban az ingyenes jogsegély szolgálat mellett több ezer adag meleg teát, szendvicset juttatnak el az utcai szociális munkán lévő önkéntesek, valamint ekkor működik az ún. „gulyáságyús” mozgókonyha is, több ezer adag meleg étel kiosztásával. A Hites Adakozók Hálózatának önkéntesei - évek óta - szeptembertől március végéig rendszeresen járják Budapest aluljáróit, busz- és vonat végállomásait, forró teát, zsíros kenyeret, takarókat és plédeket osztogatva. A tényleges kézzelfogható segítség mellett folyamatos kommunikációra is hangsúlyt helyeznek, ezért önkénteseik elbeszélgetnek, szükség szerint tanácsokkal segítenek is az önhibájukból, illetve önhibájukon kívül utcára kerülteknek.
Sátras program: a hálózat országjáró sátras programja egyedülálló. E program keretén belül a központilag összegyűjtött ruhaneműkön kívül alapvető élelmiszerek (kristálycukor, liszt, rizs, burgonya, hagyma, étolaj, tészta, gyümölcsök) kerülnek kiosztásra olyan falvakban, kis- és nagyvárosokban, ahol az előzetes jelzések alapján a rászorulók aránya az átlagosnál magasabb. Az akciók során rendszeresen osztanak meleg ételt, és kint van az egészségügyi szolgálat is, a lakosság által kedvelt szolgáltatással: a vérnyomás, illetve vércukorszint méréssel. A sátras programot a HAH kiterjesztette a határon túli magyarok által lakott területekre is. (Erdélyben, Kárpátalján, a Vajdaságban is rendszeresen jelen vannak adományosztásaikkal. Ezenkívül visszatértek már azokra a településekre is, amelyekre a 2005-ös nagy árvíz után küldött gyors segítséget a budapesti Hit Gyülekezete. Ilyen helyek például Nyikómalomfalva, Farkaslaka és Bikafalva.) A sort a devecseri katasztrófa károsultjainak megsegítésével folytatták, itt 2010-ben mintegy kétmillió forint értékben szállítottak élelmiszert, ruhaneműket, tisztítószereket és bútorokat. 2011 áprilisában pedig vetőmag- és kisállat osztást szerveztek országszerte a legrászorultabb kistérségekben.

## Lásd még
- HAH
- Hit Gyülekezete
- Németh Sándor  Archiválva 2022. március 26-i dátummal a Wayback Machine-ben
- Vidám Vasárnap